# 1538 Detre
1538 Detre (1940 RF) là một tiểu hành tinh vành đai chính được phát hiện ngày 8 tháng 9 năm 1940 bởi György Kulin ở Budapest.